# Cethegus ischnotheloides
Espèce
Cethegus ischnotheloides est une espèce d'araignées mygalomorphes de la famille des Euagridae.

## Distribution
Cette espèce est endémique d'Australie-Méridionale. Elle se rencontre vers Commonwealth Hill Station.

## Description
La carapace du mâle holotype mesure 6,56 mm de long sur 5,69 mm et l'abdomen 5,38 mm de long sur 4,13 mm.

## Publication originale
- Raven, 1985 : A new and interesting species of Cethegus Thorell (Ischnothelinae, Dipluridae) from South Australia. Records of the South Australian Museum, vol. 19, p. 15-17.